# Nocnitsa
La Nocnitsa, o "Bruja de la Noche", en la mitología eslava, es un espíritu de pesadillas que también es llamado "Krisky" o "Plaksy". La "Nocnitsa" está presente en el folklore polaco, ruso, serbio y eslovaco. Es conocida como el tormento de los niños por la noche, e incluso madres de algunas regiones colocaban un cuchillo en la cuna de sus niños, o bien, dibujaban un círculo alrededor de las cunas con un cuchillo para protección. Esto puede estar fundamentado en la creencia de que los seres supernaturales no podían tocar el hierro.
Es conocida en Bulgaria como Gorska Makua.